# Heatkliff Castillo
Heatkliff Rafael Castillo Delgado (La Guaira, Venezuela; 28 de noviembre de 1979) es un exfutbolista venezolano que jugaba como delantero y su último equipo fue el Florida Soccer Soldiers de la United Premier Soccer League de los Estados Unidos.

## Carrera
- Con la selección de Venezuela solo ha sido internacional en 2 partidos.

## Aragua FC
- Jugó con el Aragua FC la temporada 2008-2009, siendo el máximo goleador empatado con Alexander Rondón con 17 goles.

En la Copa Venezuela de 2008 marcó tres goles
- Heatklif Castillo jugo los dos partidos de la Copa Sudamericana de 2008 con el Aragua FC donde no pudieron pasar de la primera fase enfrentando a las Chivas de Guadalajara de México cayendo en casa por 2 - 1 con el tanto de Heatklif Castillo, en el partido de vuelta empate a 1-1 con el tanto de Heatklif Castillo.[3]

## Monagas SC
Es fichado por el Monagas SC para la temporada 2009-2010 del fútbol venezolano, debutando en la primera fecha del torneo y jugando 63 minutos, con empate 2-2 de su club ante el Vigía FC.

## Caracas FC
Es contratado por el Undecacampeón de Venezuela (Caracas FC) para la temporada 2010-2011. Recordando que ya tiene pasado rojo.

## Mineros
El 14 de diciembre se desvincula del (Caracas FC), y se une al  Mineros De Guayana

## ACD Lara
Pero no logra ni siquiera debutar con el cuadro Guayanés cuando en enero de 2011 es comprado su contrato por el cuadro del ACD Lara para el Clausura 2011, jugando con el cuadro crespuscular 10 partidos, 697 minutos y anotando 3 goles, para después ser dejado libre por los Larenses en junio de 2011.

## Deportivo Petare
La llegada de Manuel Plascencia como estratega de los azules capitalinos y una nueva directiva le abrieron las puertas a Heatklift Castillo para llegar al Deportivo Petare, cristalizada así su llegada al Petare el 13 de junio de 2011, pactando por 1 año con el cuadro de los "azules de la capital".

## Clubes
| Club                 | País      | Año           | Goles |
| -------------------- | --------- | ------------- | ----- |
| Caracas FC           | Venezuela | 2001-2003     | 19    |
| Deportivo Italia     | Venezuela | 2003-2004     |       |
| Deportivo Italchacao | Venezuela | 2004-2005     | 4     |
| Aragua FC            | Venezuela | 2005          | 11    |
| UD Las Zocas         | España    | 2005          | 9     |
| CD Raqui San Isidro  | España    | 2005-2007     | 13    |
| Monagas SC           | Venezuela | 2007-2008     | 6     |
| Aragua FC            | Venezuela | 2008-2009     | 17    |
| Monagas SC           | Venezuela | 2009- 2010    | 12    |
| Caracas FC           | Venezuela | 2010          | (2)   |
| Mineros De Guayana   | Venezuela | 2011-         |       |
| ACD Lara             | Venezuela | 2011-2011     | 3     |
| Petare FC            | Venezuela | 2011-2012     | 1     |
| Llaneros FC          | Venezuela | 2012-Presente |       |

### Competiciones
| Competición                           | PJ | Goles |
| ------------------------------------- | -- | ----- |
| Liga Venezolana                       |    | 58    |
| Copa Venezuela                        | 4  | 3     |
| Finales Primera División de Venezuela |    |       |
| Segunda División de Venezuela         |    | 11    |
| Copa Libertadores                     |    | 0     |
| Copa Sudamericana                     | 2  | 2     |
| Copa Merconorte                       |    | 0     |
| Selección nacional                    | 2  | 0     |
| Total en su carrera                   |    | 76    |

## Títulos personales
- Fue el mayor goleador del torneo venezolano en la temporada 2008/09 con 17 goles, jugando para el Aragua FC, empatado con Daniel Arismendi.
- Goleador del Torneo Apertura 2009-2010 con 12 goles Primera División de Venezuela

## Enlaces Relacionados
- Temporada 2004-2005
- Castillo pasa al Monagas
- https://web.archive.org/web/20111007021503/http://www.balonazos.com/noticias.php?subaction=showfull&id=1307996280&archive=&start_from=&ucat=1&